# No One Can Do It Better
No One Can Do It Better är den amerikanska rapparen The D.O.C.:s debutalbum, som släpptes den 1 augusti 1989, på Ruthless Records och Atlantic Records. Albumet nådde plats ett på listan Top R&B/Hip-Hop Albums under två veckor, medan den låg på top 20 på Billboard 200-listan. Albumet blev certifierat guld efter tre månader av RIAA, och platina den 21 april 1994. Det var det enda albumet The D.O.C. släppte innan han krossade sitt struphuvud i en bilolycka, men på senare år har han genomgått röstoperationer. Han släppte sitt andra album Helter Skelter 1996, sju år efter debutalbumet.

## Låtlista
- Alla låtar skrevs av The D.O.C. och Dr. Dre.

| Nr           | Titel                            | Längd |
| ------------ | -------------------------------- | ----- |
| 1.           | "It's Funky Enough"              | 4:29  |
| 2.           | "Mind Blowin"                    | 3:35  |
| 3.           | "Lend Me an Ear"                 | 3:20  |
| 4.           | "Comm. Blues" (feat. Michel'le)  | 2:22  |
| 5.           | "Let the Bass Go"                | 3:41  |
| 6.           | "Beautiful But Deadly"           | 5:10  |
| 7.           | "The D.O.C. & the Doctor"        | 4:06  |
| 8.           | "No One Can Do It Better"        | 4:50  |
| 9.           | "Whirlwind Pyramid"              | 3:45  |
| 10.          | "Comm. 2" (feat. MC Ren)         | 1:20  |
| 11.          | "The Formula"                    | 4:11  |
| 12.          | "Portrait of a Masterpiece"      | 2:30  |
| 13.          | "The Grand Finalé" (feat. N.W.A) | 4:40  |
| Total längd: | Total längd:                     | 47:59 |

### Borttagna låtar
- "Bridgette" – borttagen för sexuellt innehåll, senare släppt på Dr. Dres samlingsalbum First Round Knock Out.